# Жонглирование
Жонглирование — умелое одновременное манипулирование тремя и более предметами в определённом ритме. Такими как мячи, пои, диаболо, палки, булавы и другие различные предметы включая отдельные спортивные снаряды разных видов спорта. На сегодняшний день это вид спорта с различными разновидностями, включая специальные серии упражнений и методики для спорта высших достижений. И конечно же жанр циркового искусства. 

## История

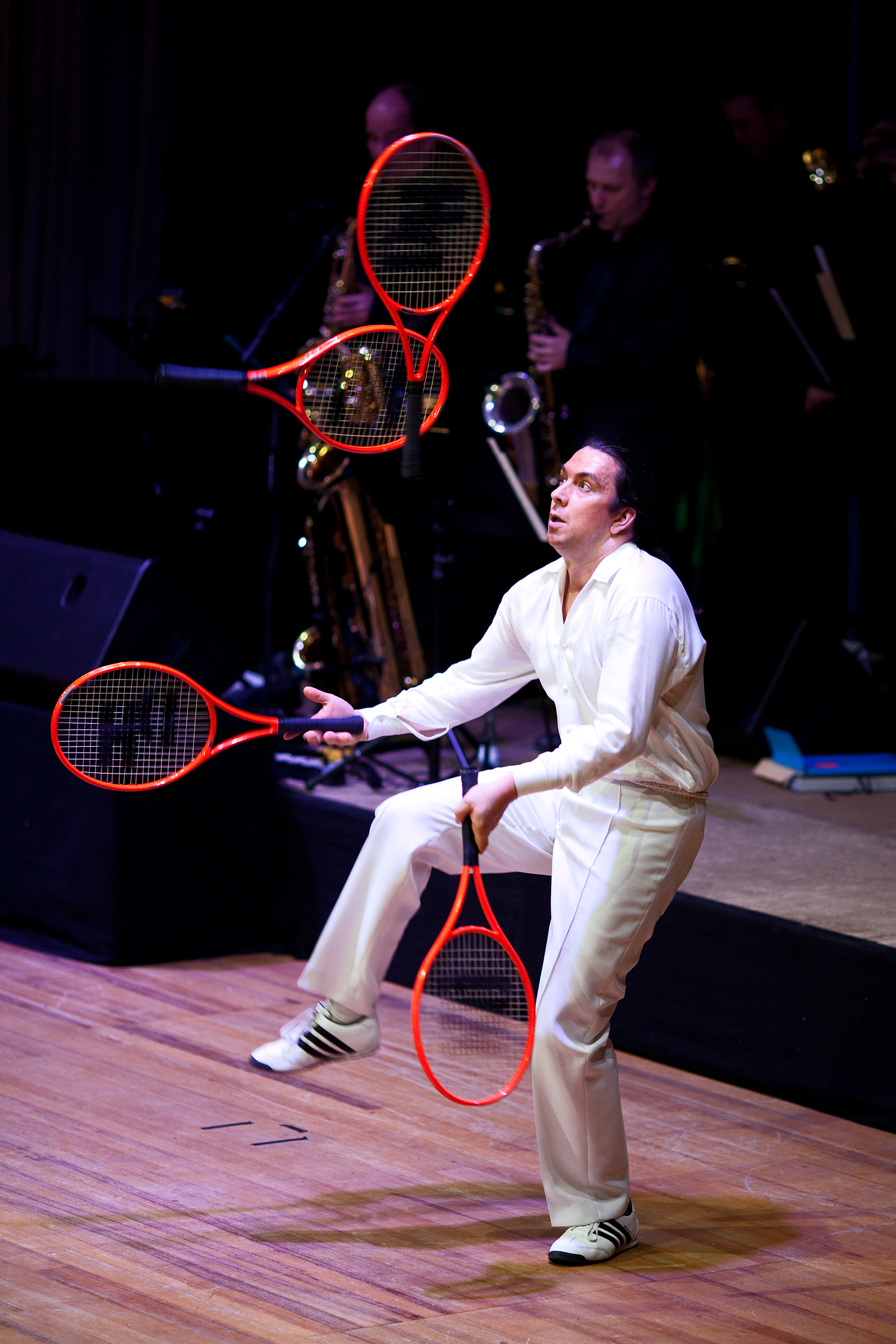
Жонглирование четырьмя ракетками, Даниэль Хохштайнер

Жонглировать люди начали очень давно, самое древнее документальное подтверждение тому — египетские настенные рисунки, датируемые 1994—1781 г. до нашей эры.

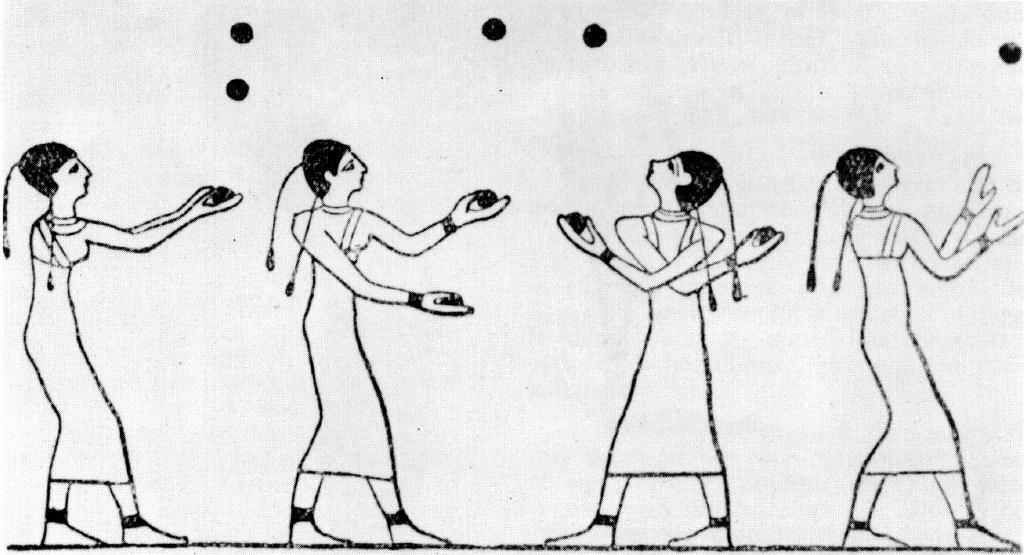
Египет

Китайские воины, упоминаемые в трудах, написанных в 770—476 г. до нашей эры, перед битвой показывали врагу своё искусство жонглировать оружием, и зачастую конфликт заканчивался не успев начаться. Например, воин Лань Цзы из царства Сун умел обращаться с семью мечами одновременно. В Европе жонглирование считалось приемлемым занятием до заката Римской империи, а в средние века впало в немилость. Жонглирование считалось безнравственным поведением или даже колдовством. В 1768 году Филипп Асли открыл первый цирк, в современном понимании этого слова. С этого момента жонглеры обзавелись работой и стали прочно ассоциироваться с цирком. С середины девятнадцатого века жонглеры были особенно востребованы в небольших театрах и варьете для заполнения пауз во время декораций. Они жонглировали, стоя перед занавесом.
В середине 50-х годов прошлого века жонглирование становится хобби для многих людей.
Международный день жонглера (International Juggler`s Day) отмечается каждый год 18 апреля.
Всемирный день жонглирования (World Juggling Day) отмечается каждый год в субботу ближайшую к 17 июня (в третью субботу июня).
В конце двадцатого — начале двадцать первого веков произошёл взрыв популярности жонглирования, — оно перестало быть только цирковым искусством. Обычные люди стали жонглировать для удовольствия, собираться в жонглерские клубы, устраивать соревнования. В настоящее время существует несколько тысяч жонглерских клубов. А такие организации как Международная ассоциация жонглёров, Всемирная Федерация Жонглирования и Федерация спортивного жонглирования России ежегодно устраивают соревнования и конвенции во многих странах мира.

## Влияние на организм
Спортивное жонглирование развивает ловкость и выносливость, благоприятно воздействует на нервную систему, стимулирует творческий процесс, развивает мелкую и крупную моторику рук, улучшает осанку и зрение, реакцию, координацию движений, выносливость, боковое зрение, скорость, способность угадывать траекторию перемещения предметов.
При занятиях жонглированием за счёт активизации взаимодействие обоих полушарий головного мозга нейронная сеть головного мозга начинает развиваться. В свою очередь, её развитие активизирует зону мозга, отвечающую за память. Всё это помогает: запоминанию огромного количества необходимой информации, сверхбыстрому чтению и изучению иностранных языков и других предметов.
Долгое время считалось, что у взрослого человека клетки мозга не растут, а напротив, только исчезают вследствие болезней и естественного процесса старения. В 2004 году группа ученых из университетов Йены и Регенсбурга доказали, что при обучении жонглированию у взрослых людей масса мозга увеличивается примерно на 3 %. Под руководством невролога из Регенсбургского университета АрнеМея (ArneMay) был проведён следующий эксперимент: взрослые люди в течение трёх месяцев ежедневно жонглировали тремя мячами не менее одной минуты. У испытуемых трижды исследовали мозг на томографе: до начала тренировок, после трёхмесячного жонглирования и через три месяца без тренировок. После трехмесячных тренировок у жонглёров-новичков заметно увеличились две области мозга, отвечающие за зрительное восприятие движущихся предметов. Через три месяца без тренировок эти области опять уменьшились до своего первоначального состояния. Такие же исследования мозга провели и у контрольной группы, которая жонглированием не занималась. Никаких изменений не было.

## Классификация жонглирования
- Классическое жонглирование

В этом типе жонглирования шары (булавы, кольца и др. предметы), в основном, подкидывают в воздух.
Такое жонглирование может быть количественным, когда жонглёр работает с разным количеством предметов в воздухе (три, четыре, пять, семь и тд.), при этом — чем больше, тем лучше, или трюковым, когда жонглёр старается сделать как можно больше различных сочетаний жонглёрских трюков с одним и тем же количеством предметов. Основными трюками в классическом жонглировании являются жонглирование каскадом и по кругу.
- Перекидное жонглирование

В данном виде жонглирования два и более жонглёров перекидывают или перекладывают друг другу предметы в определённой последовательности.
- Жонглирование от пола

Такое жонглирование представляет собой выбрасывание в пол прыгающих мячиков. Тут, подобно классическому жонглированию, можно работать с разным количеством шаров и делать разнообразные трюки.
- Контактное жонглирование

В контактном жонглировании шары (булавы) перекатывают по телу. Большую часть времени шар находится в контакте с телом жонглёра. Такое жонглирование можно разбить на два основных направления — это бодироллинг и мультибол. В бодироллинге жонглёр катает шар по всему телу. Самыми рабочими областями являются руки, плечи, голова и шея. Мультибол представляет собой перекатывание нескольких шариков в ладошках жонглёра.
- Флейринг

Флейринг это жонглирование бутылками и стаканами при приготовлении коктейлей в работе бармена. В переводе с английского «flaire» — летящий и «ring» — круг. Флейринг делится на два направления: рабочий флейринг — используется барный инвентарь, и шоу-флейринг — свободный стиль. В 2003 году в Севилье на конкурсе Международной ассоциации барменов московский бармен Александр Родоман завоевал 1-е место в этой номинации, опередив лучших американских, английских и итальянских барменов.
- Жонглирование кендамой

Кендама (от японского: «кен» — «штырь», «тама» — «шар») — это японская игра, состоящая из рукоятки, типа молоточка, двух чашек-лунок и шарика с отверстием, привязанного веревкой к молоточку. Суть игры — жонглировать шаром, перебрасывая с лунки на лунку и нанизать на штырь. Существует 30000 комбинаций с кендамой. Турниры с кендамой проходят во всем мире, включая Россию. В Японии очень ответственно относятся к таким соревнованиям работодатели. Та как считают, что хорошо играющий в кендаму человек терпелив и стоек, а это для японского работника очень важно.
- Жонглирование йо-йо и диаболо

Йо-йо состоит из двух одинаковых дисков, соединенных осью, к которой крепится веревка. При броске веревка разматывается, и йо-йо возвращается к игроку, за счет чего можно совершать разные манипуляции. Помимо классического «лупинга» с частыми бросками, можно выполнять элементы из серии «слип» — когда йо-йо вращается на конце размотанной веревки.
Диаболо внешне похоже на йо-йо, только отличается по структуре и гораздо больше размером, а веревка на нем закреплена палочками. Жонглер, как можно сильнее раскрутив диаболо, ловит ее на нить, заставляя диаболо скользить по ней.
- Воллейклаб

Игра Воллейклаб — это командный вид спорта и дисциплина в спортивном жонглировании. Объединяет в себе волейбол и жонглирование булавами, здесь вместо мяча через сетку перекидывается булава. Помимо общей булавы, каждый игрок имеет и свои две. По правилам чтобы поймать общую булаву, игрок подкидывает одну из своих и начинает жонглировать тремя булавами — двумя своими и одной общей. Дальше общую булаву, отдают в пасс или через сетку, держа две своих в руках. Жонглирует только тот игрок, в руках которого находится игровая булава. Так же как и в волейболе, до игровой булавы можно дотронуться не более трех раз, после этого ее надо перебросить через сетку.
- Силовое жонглирование

Силовое жонглирование — жонглирование гирями, тоже относится к спортивным дисциплинам. Жонглировать можно одной или двумя гирями разного веса — 16, 24 или 32 кг, одному или с партнером, с открытыми или закрытыми глазами. Очень популярно в России.
- Боевое жонглирование

Игра Боевое жонглирование — это коллективная игра и дисциплина спортивного жонглирования. Каждый игрок имеет три булавы, но его задачей является жонглировать таким образом, чтобы найти подходящий момент и выбить булаву противника. Игроки перемещаются по полю, пытаясь подойти как можно ближе к противнику и, не роняя свои булавы, своими булавами выбить хотя бы одну из булав противника что бы она упала на поле. Умышленно касаться противника нельзя. Победителем игры является тот, кто последним остался на поле жонглируя тремя булавами и не обязательно своими.
- Джогглинг

Джогглинг — это жонглирование предметами на бегу. Сочетание слов «juggling» (жонглирование) и «jogging» (бег трусцой) образует слово «joggling» (джогглинг). Первым попробовал сочетать бег с жонглированием американец Билл Гидаз в 1979 году. Первый рекорд в этой области принадлежит Оуэну Морсу. В 1988 году, жонглируя пятью предметами, британец пробежал 100 м за 13,8 секунды. Рекорд с максимально возможным количеством предметов на бегу принадлежит российскому спортсмену Олегу Якимуку, который в 1990 году жонглируя 7 (семью) предметами пробежал 100 метров за 45,3 секунды. Рекорд на максимальную дистанцию принадлежит Пери Романовскому, который в 2007 году, жонглируя тремя предметами, пробежал 50-мильный ультра марафон. за 8 часов 23 минуты 52 секунды.
- Жонглирование поями

Пои представляют собой пару шариков либо фитилей на веревках или цепях, которые вращают, беря за другой конец веревки. Пойстеры используют ярко окрашенные или горящие пои. Это дает возможность создавать в воздухе красивые геометрические фигуры и рисунки. Очень популярно во всем мире и в России. Элементы и комбинации с поями в основном применяются на фаер-шоу.